# Phytomyptera vibrissata
Phytomyptera vibrissata là một loài ruồi trong họ Tachinidae.